# Нетто
Нетто (італ. netto — чистий) — антипод брутто, означає щось очищене від зайвого:
- маса товару без упакування, тари і тому подібного;
- ціна товару з вирахуванням знижок;
- чистий дохід з вирахуванням всіх витрат та іншого.